# Gullifera idas
Gullifera idas är en insektsart som beskrevs av Webb 1980. Gullifera idas ingår i släktet Gullifera och familjen dvärgstritar. Inga underarter finns listade i Catalogue of Life.